# 神經毒素

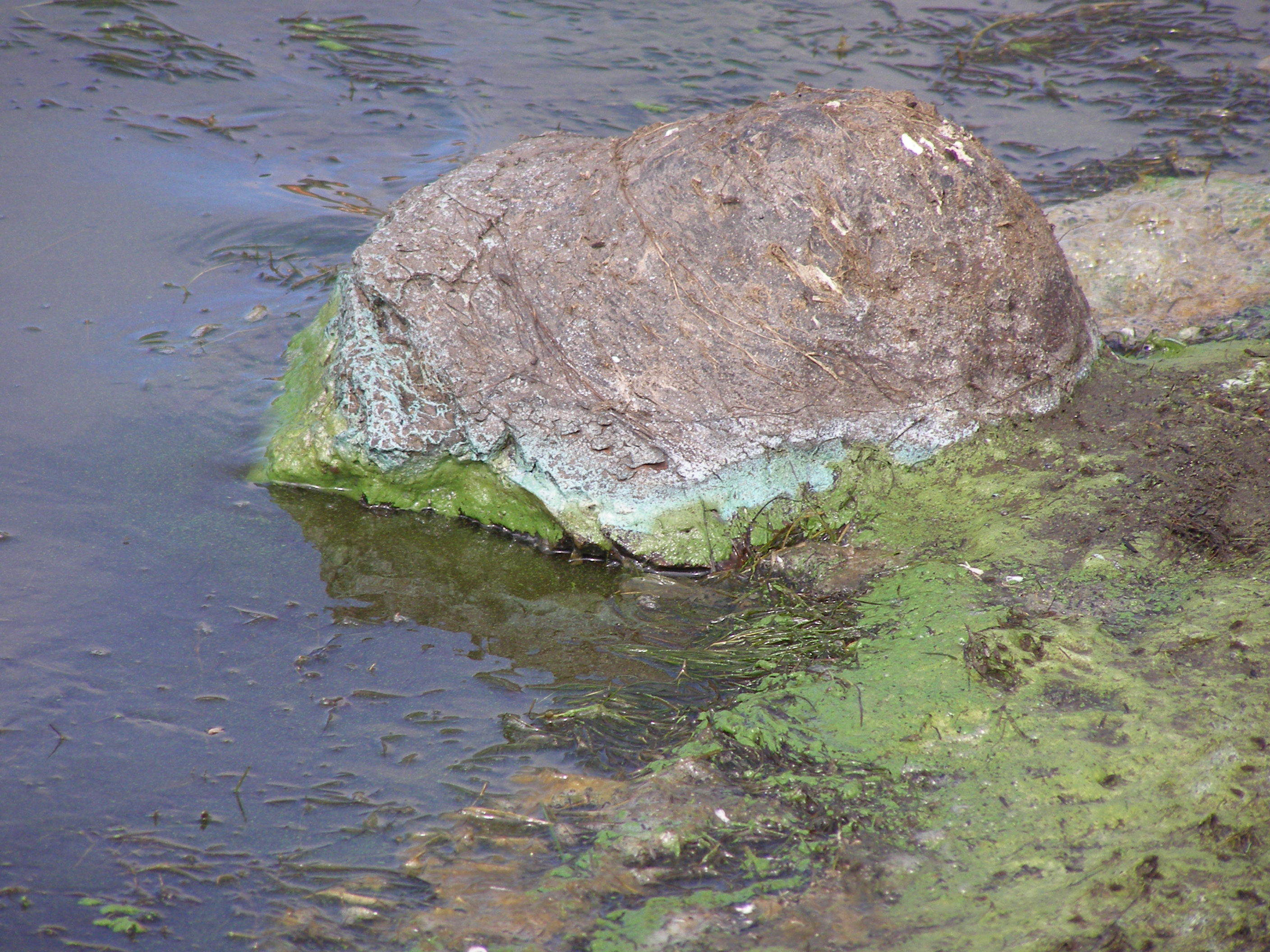
神經毒素可在多種生物內發現，當中包括可以在水华或沖刷到岸边的綠色浮渣裡發現的幾種藍綠藻。

神經毒素（neurotoxin）是对神经组织具有破坏性（引起神经毒性）的毒素，其为一大类外源性 （页面存档备份，存于）化学神经损伤物，可对发育中和成熟神经组织的功能产生不良影响。该术语也可用于对内源性化合物进行分类，当与之异常接触时，可证明其具有神经毒性。
神經毒素一般指天然的有害物質，以神經系統為靶系統，特徵是干擾神經系統功能，產生相應的中毒體征和症狀，嚴重時可致命。與之相對的神經毒劑，則一般指人工合成的神經毒物，大多為有機磷化合物，與農藥屬同一類化合物，其中毒原理、臨床表現、防治原則和急救方法基本相似。

## 語源
神經毒素這個名稱是從英語 neurotoxin 直譯過來，源於希臘語： nevron / neuron，即神經元及拉丁語：，即毒藥，再源於希臘語： toxikon pharmakon，即毒箭。

## 常见的神经毒素
常見的神經毒素中，屬於外毒素的有：肉毒梭菌、破伤风梭菌、白喉棒状杆菌、痢疾志贺菌等产生的外毒素。

## 相關生物
以下生物具有神經毒素
- 细菌
- 青蛙
- 腹足類
- 河豚
- 章魚
- 蛇
- 螃蟹
- 蜘蛛
- 蠍子
- 鳥類[8]